# Президентські вибори в Грузії 1991

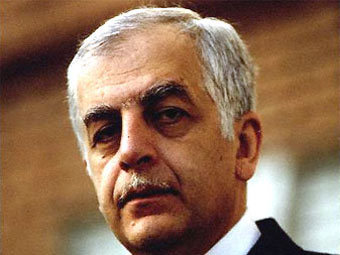
Звіад Гамсахурдіа

Президентські вибори в Грузії, які відбудулися 26 травня 1991 року. Звіад Гамсахурдіа (Круглий Стіл - Вільна Грузія) обраний президентом Грузії, набравши 87,6 % голосів.